# Hr.Ms. Gelderland (1955)
Hr.Ms. Gelderland was een Nederlandse onderzeebootjager van de Hollandklasse.

## Historie
Hr.Ms. Gelderland was een van de vier Hollandklasse onderzeebootjagers. Het schip werd gebouwd in Schiedam bij Wilton-Fijenoord. De kiellegging vond plaats op 10 maart 1951 waarna het schip op 19 september 1953 te water werd gelaten. De in dienst stelling volgde op 17 augustus 1955.
In 1955 maakte het schip haar eerste reis naar Lissabon. Bij terugkomst keerde het schip terug naar de bouwer om enkele kleine bouwfouten te herstellen. Het schip was in 1958 aanwezig bij de Vlootweek. In 1959 bracht het schip een bezoek aan New York vanwege festiviteiten rond het 350ste jubileum van de aankomst van Henry Hudson in Amerika.
Zeeland werd naar Marokko gestuurd in 1960 om hulp te verlenen nadat een aardbeving de stad Agadir had getroffen. Het schip werd van 1964 tot 1969 in conservatie gebracht (inactief).
Nadat het schip in 1973 uit dienst werd genomen werd het gebruikt door de Technische Opleiding Koninklijke Marine (TOKM) als instructie schip aan de kade van het Marine Etablissement Amsterdam. Van 1973 tot 1988 lag het aan de kade, waarna het werd verkocht  aan een bedrijf in Zaandam om in 1993 gesloopt te worden.